# Luis Alexander Mosquera
Luis Alexander Mosquera (Istmina, Chocó, Colombia, 7 de mayo de 1983) es un exfutbolista colombiano. Jugaba como delantero y su último equipo fue el Deportes Quindío de Colombia.

## Clubes
| Club                 | País      | Año         |
| -------------------- | --------- | ----------- |
| Girardot F. C.       | Colombia  | 2007 - 2008 |
| Leones               | Colombia  | 2009        |
| Deportivo Malacateco | Guatemala | 2009        |
| Leones               | Colombia  | 2010        |
| Envigado F. C.       | Colombia  | 2011        |
| Atlético Bucaramanga | Colombia  | 2012        |
| Deportivo Pereira    | Colombia  | 2012 - 2013 |
| Deportes Quindío     | Colombia  | 2014        |